# Campeonato Amazonense Segunda Divisão 2024
In 2024 werd het 29ste Campeonato Amazonense Segunda Divisão gespeeld voor voetbalclubs uit Braziliaanse staat Amazonas. De competitie werd georganiseerd door de FAF en werd gespeeld van 19 augustus tot 8 oktober. Sete werd kampioen. 

## Eerste fase

### Groep A
| Plaats | Club            | Wed. | W | G | V | Saldo | Ptn. |
| ------ | --------------- | ---- | - | - | - | ----- | ---- |
| 1.     | Fast Clube      | 4    | 3 | 0 | 1 | 15:5  | 9    |
| 2.     | CDC Manicoré(1) | 4    | 1 | 2 | 1 | 2:7   | 1    |
| 3.     | Clíper(1)       | 4    | 1 | 1 | 2 | 8:14  | 1    |
| 4.     | JC              | 4    | 0 | 0 | 4 | 5:24  | 0    |

|  | Geplaatst voor tweede fase |

(1): CDC Manicoré kreeg 4 strafpunten na onregelmatige opstellingen, Clíper kreeg 3 strafpunten

### Groep B
| Plaats | Club        | Wed. | W | G | V | Saldo | Ptn. |
| ------ | ----------- | ---- | - | - | - | ----- | ---- |
| 1.     | Sete        | 4    | 3 | 1 | 0 | 9:2   | 10   |
| 2.     | Sul América | 4    | 3 | 0 | 1 | 23:6  | 9    |
| 3.     | Tarumã      | 4    | 1 | 0 | 3 | 9:11  | 3    |
| 4.     | RB do Norte | 4    | 1 | 2 | 1 | 9:11  | −1   |

## Tweede fase
In geval van gelijkspel worden strafschoppen genomen.
|  | Halve finale | Halve finale |     |  | Finale       | Finale |  |
|  |              |              |     |  |              |        |  |
|  |              |              |     |  |              |        |  |
|  | Fast Clube   | 3 (2)        |     |  |              |        |  |
|  | CDC Manicoré | 3 (4)        |     |  |              |        |  |
|  |              |              |     |  |              |        |  |
|  |              |              |     |  |              |        |  |
|  |              |              |     |  | CDC Manicoré | 0      |  |
|  |              | Sete         | 0 1 |  |              |        |  |
|  |              |              |     |  |              |        |  |
|  |              |              |     |  |              |        |  |
|  |              |              |     |  |              |        |  |
|  |              |              |     |  |              |        |  |
|  | Sete         | 2 (3)        |     |  |              |        |  |
|  | Sul América  | 2 (2)        |     |  |              |        |  |

### Kampioen
| Campeonato Amazonense de Segunda Divisão de 2024 |
| Amazonas                                         |
| ------------------------------------------------ |
| SETE Kampioen (1° titel)                         |

1914 · 1915 · 1916 · 1917 · 1918-1930  · 1931 · 1932-1946  · 1947 · 1948-1956  · 1957 · 1958 · 1959 · 1960 · 1961 · 1962 · 1963-2006  · 2007 · 2008 · 2009 · 2010 · 2011 · 2012  · 2013 · 2014 · 2015 · 2016  · 2017.1 · 2017.2 · 2018 · 2019 · 2020 · 2021 · 2022 · 2023 · 2024